# Tema de Samos
O Tema de Samos (em grego: θέμα Σάμου; romaniz.: thema Samou) foi um tema (província civil-militar) bizantino localizado no mar Egeu oriental fundado no final do século IX. Como um dos três temas navais do Império Bizantino, sua principal atribuição era prover navios e tripulações para a marinha bizantina.

## História
As datas de fundação e a abrangência territorial dos vários comandos navais bizantinos dos séculos VII a IX são incertos. Após a marinha unificada dos carabisianos ter sido repartida no início do século VIII, vários comandos navais regionais foram fundados, dos quais o Tema Cibirreota foi o primeiro e o mais importante. O imperador do século X, Constantino VII Porfirogênito (r. 913–959) relatou que "na época em que o Império estava dividido em temas", Samos se tornou a sede do "tema dos marinheiros" (em grego: θέμα τῶν πλοϊζομένων); o significado desta passagem é, contudo, incerto. O historiador Warren Treadgold o interpreta como significando que Samos foi a primeira capital dos carabisianos até que foram dispersados por volta de 727.
Alternativamente, poderia simplesmente implicar que um comando local, parte dos carabisianos, que foi abolido com eles ou um comando posterior, uma espécie de sucessor de curta duração, talvez idêntico aos cibirreotas. A existência de um "estratego de Samos" no século VIII é confirmada por vários selos encontrados sobre um tal Teodoro, estratego No final do século VIII, o Egeu meridional parece ter estado sob a jurisdição do "drungário do Dodecaneso", que alguns acadêmicos (seguindo Hélène Ahrweiler) identificam com o posto de "drungário de Cós" e com o posterior "drungário do Golfo (Kolpos)", listado no Taktikon Uspensky de meados do século IX. Este comando, portanto, ou ao menos sua porção oriental, aparentemente evoluiu para se tornar o Tema de Samos.
O Tema de Samos, com seu estratego, foi mencionado pela primeira vez no Cletorológio de Filoteu de 899. Ele incluía as ilhas do Egeu oriental que eram parte da antiga província romana das Ilhas (em latim: Insulae; em grego:  Nήσοι), além da costa ocidental da Ásia Menor, entre Adramício e Éfeso (também conhecida como Teólogo na época). A capital do tema era Esmirna, enquanto que os turmarcas (vice-almirantes) subordinados tinham suas capitais em Adramício e Éfeso. Em 911, as forças do tema naval de Samos somavam 3 980 remadores e 600 fuzileiros, com uma frota de 22 naus de guerra. A parte continental do tema, porém, é também mencionada explicitamente como pertencendo ao Tema Tracesiano, que tinha um turmarca especial encarregado de defender a costa. Este fato, juntamente com a falta de menção a outros oficiais civis locais reflete provavelmente uma divisão de tarefas: o estratego de Samos e seus oficiais eram responsáveis por prover os navios e as tripulações da frota dos temas, além de defender as ilhas, enquanto que a costa continental, com suas cidades e a população estavam sob o controle do estratego do Tema Tracesiano e seus oficiais, que eram responsáveis pela taxação e defesa. Samos parece ter permanecido uma formação puramente militar até o final do século XI, quando sua frota foi dispersada e converteu-se num tema regular com seus próprios oficiais civis.